# 帕碧罗阇
参的帕碧拉差（1632年—1700年），暹罗阿瑜陀耶王国班普銮王朝（Ban Phulu Luang）的首任君主。他原先是那莱王的象队统领。那莱王宠信希腊人康斯坦丁·华尔康，施行向西方积极开放的政策。在华尔康的劝说下，那莱王答应法国国王路易十四割让曼谷和墨吉给法国。1688年，那莱王病危，华尔康企图拥立信仰天主教的王子亚派耶脱为王，碧罗阇立即发动政变，逮捕并处死了华尔康和亚派耶脱二人。此后，碧罗阇重兵包围曼谷，迫使驻暹法军退出暹罗。碧罗阇在那莱王死后登基为王，巴塞通王朝结束。

## 生平

### 早年经历
帕碧拉差生于1632年，身材短小，但是精勇能干，擅长军务。那莱王时期，帕碧拉差以国王共乳兄弟，受到那莱王重要，同起居住。担任象军统领，曾经参与征讨缅甸、柬埔寨等战役。那莱王统治后期，华尔康弄权，帕碧拉差与之不和。帕碧拉差之子銮苏罗萨（Luang Surasak）曾经痛殴华尔康，将其门牙打落二枚。1688年3月，那莱王在华富里病重，因为王室并未合适的继承人，乃听从群臣建议，册封帕碧拉差为摄政，代理朝政。
帕碧拉差摄政后，掌控宫廷禁军。在苏罗萨的怂恿下，帕碧拉差开始铲除异己，那莱王两位兄弟遭到谋害。华尔康见形势危急，向驻扎在曼谷的法军求援。6月，帕碧拉差逮捕华尔康，将其论罪处死，随后又矫诏，要求驻曼谷之法军前往华富里，但是法人拒不从命，于是帕碧拉差下令围攻曼谷，迫害基督教徒。7月11日，那莱王驾崩，帕碧拉差被群臣拥立为王。

### 去世
1700年2月，帕碧拉差病重。帕碧拉差有一子名为昭帕宽（Chao Phra Kwan），年约十四岁，另一子名为昭多罗萨奈（Chao Trasa Noi），年约十岁。因为两位皆为巴塞通王室后裔，国中贵族大多认为两位王子是最为合适的继承人。副王苏罗萨（Surasak）觊觎王位，有意将二人铲除.遂以赠送马驹之名，将王子昭帕宽诱骗至宅邸。随后与二子昭碧（Chao Phet）、昭盆（Chao Phon）将昭帕宽杀害。昭法帕宽之母左宫王后玉陀提婆（Yothathip）乃至帕碧拉差病榻前哭诉，控诉苏罗萨为凶手。帕碧拉差得知后大怒，谕旨称副王苏罗萨品行不端，不得继承王位，遂立表弟帕丕猜苏林（Phra Phichai Surin）为王储。当夜，帕碧拉差去世，在位十二年，寿六十九。